# Antifaschistische Aktion Hannover
Die Antifaschistische Aktion Hannover (AAH) ist eine 2001 gegründete Antifa-Gruppe.
Obwohl die Antifaschistische Aktion/Bundesweite Organisation (AA/BO) sich im April 2001 auflöste, orientierte sich diese Gruppe inhaltlich an dessen Strukturen. Die AAH organisierte zahlreiche Demonstrationen, die sich in der Mehrheit inhaltlich gegen neonazistische Bestrebungen wandte.
Im Jahre 2005 spaltete sich die Gruppe auf Grund inhaltlicher und persönlicher Differenzen und löste sich auf. Aus diesen Strukturen entstanden zwei neue Antifa-Gruppen: Einerseits die Gruppe „Politik. Organisation. Praxis (POP)“, die sich im September 2006 wieder auflöste; andererseits eine Neugründung unter dem alten Namen „Antifaschistische Aktion Hannover“. Im Oktober 2007 spaltete sich von dieser eine weitere Gruppierung ab.
Die Antifa-Gruppen AAH und POP wurden in den Verfassungsschutzberichten des Landes Niedersachsen der Jahre 2001 bis 2005 erwähnt. 2008 und 2009 wurde die AAH vom Verfassungsschutz als linksextremistisch eingestuft.